# 第4領域航空集団
第4領域航空集団（だいよんりょういきこうくうしゅうだん、IV Comando Aéreo Regional：IV COMAR）は、ブラジル空軍の作戦軍の一つ。
サンパウロ市に司令部を置く。警備担任領域はサンパウロ州及びマットグロッソ・ド・スル州である。

## 部隊編成

### サンパウロ航空基地
- 第4輸送飛行隊（4º Esquadrão de Transporte Aéreo、4º ETA）　第5航空軍

### サントス航空基地
固有の部隊配置は無し。

### カンポグランデ航空基地
- 第3航空群第3飛行隊（3 Esquadrão do 3 Grupo de Aviação、3º/3º GAv）　第3航空軍
- 第10航空群第2飛行隊（2º Esquadrão do 10º Grupo de Aviação、2º/10º GAv）　集団直轄
- 第15航空第1飛行隊（1º Esquadrão do 15º Grupo de Aviação、1º/15º GAv）　第5航空軍